# Fairchild C-123 Provider
Il Fairchild C-123 Provider era un bimotore da trasporto tattico ad ala alta prodotto principalmente dall'azienda statunitense Fairchild Aircraft durante gli anni cinquanta e sessanta.
Utilizzato principalmente dall'United States Air Force (USAF) durante la guerra del Vietnam restò in servizio anche dopo il conflitto in diverse aeronautiche militari mondiali.

## Storia del progetto
Il C-123 venne pensato inizialmente con il nome di MS-Avitruc ("Camion dell'aria") dalla C.A.C., specializzata in alianti d'assalto e trasporto. Presto il nome venne cambiato in XC-123, e da qui il mezzo decollò per la prima volta nell'ottobre 1949. Ma passarono altri tre anni, molti per l'epoca, prima che l'USAF lo prendesse in considerazione come aeroplano da trasporto leggero e ne ordinò 5 esemplari.
Ma l'incapacità della ditta originaria di soddisfare in fretta tale ordine fece passare il progetto alla Fairchild, che alla fine del 1953 assunse il comando del programma. Alla fine di una fase di sviluppo, che vide l'allungamento della coda con una pinna dorsale di grandi dimensioni, il C-123 volò finalmente nella sua forma definitiva nel 1954.
Il nuovo aereo venne ordinato in 302 esemplari destinati al TAC (Tactical Air Command).

## Tecnica

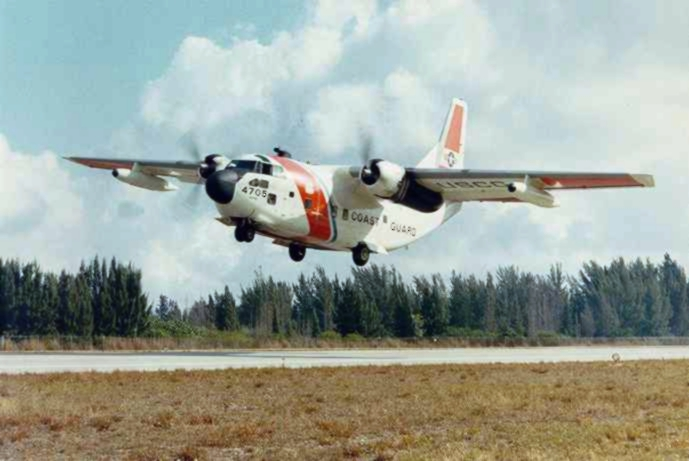
Un C-123 Provider della USCG in decollo

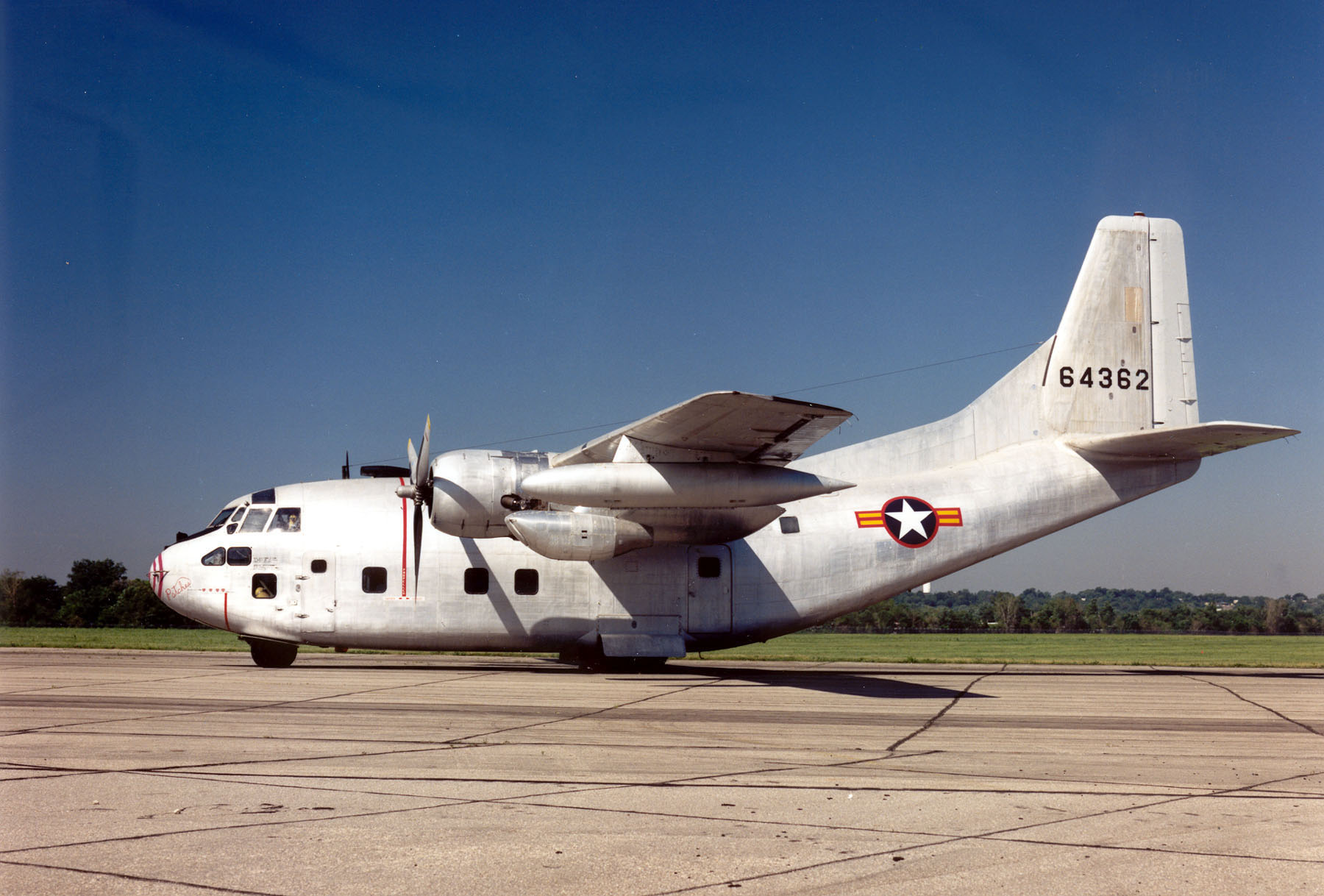
Un C-123K

Il C-123, nella sua versione tipica C-123B, era un aereo da trasporto tattico, con una struttura che è stata presa a lungo come modello per i successivi aerei tattici. La struttura era in lega leggera, la ali erano ad alto allungamento, di struttura semplice, a pianta rettangolare anche se con leggero angolo sia in entrata che in uscita. Le ali erano sistemate in posizione alta sulla tozza fusoliera, che era caratterizzata da un tozzo muso e una lunga coda, con la fusoliera marcatamente rialzata nel settore posteriore. Questo terminava con un piano di coda orizzontale, e uno verticale, alto e con un lungo bordo d'attacco per migliorare la stabilità.
Il vano di carico poteva trasportare 7,2 tonnellate e poteva trasportare sia personale che materiali pesanti, grazie alla rampa di carico posteriore.
I motori, la principale differenza rispetto agli alianti che erano la specialità della C.A.C., erano due radiali Pratt & Whitney R-2800 da 2500 cavalli, muniti di elica tripala metallica a passo variabile.

## Impiego operativo
I C-123 furono degli aerei assolutamente tipici della Guerra del Vietnam, dove diedero il meglio di sé. I loro compiti erano quello di trasporto tattico, per i quali la loro semplicità e la robustezza erano doti apprezzate. D'altro canto, i motori radiali non davano un buon rapporto potenza peso (5000 cavalli contro 28 tonnellate) e il problema venne risolto grazie ai 2500 kg di spinta dei due turbogetti; ma questo era solo un passaggio intermedio verso la vera soluzione, l'adozione di motori turboelica.
In Vietnam operò anche la versione UC-123K, armato dell'Agent Orange defoliante alla diossina con cui intere foreste furono devastate per togliere "copertura" ai Vietcong. Attualmente, foreste e popolazioni stanno ancora pagando l'effetto delle migliaia di tonnellate di tali prodotti tossici allora usati per scopi bellici.
Durante la guerra le migliaia di ore di volo ridussero presto la vita utile dei C-123B, e così pochi esemplari erano ancora operativi al termine della stessa. Alcuni, tuttavia, erano ancora in servizio con alcuni reparti della Air Force Reserve ai primi anni ottanta.
I C-123 vennero anche usati per altri compiti: alcuni, come tutti gli altri trasporti tattici della guerra (inclusi gli An-2 vietnamiti) vennero armati con funzioni di cannoniera volante, ma di essi si conosce molto poco. Altri erano gli NC-123K, equipaggiati di radar, sensori TV ed altro ancora per cercare di trovare il nemico durante gli spostamenti notturni.

## Versioni
Molte delle versioni studiate non ebbero seguito, è ma è comunque interessante citarle:
- YC-123D: versione dotata di sistema di soffiaggio dello strato limite, che migliorava le prestazioni STOL
- YC-123E: dotato di fusoliera galleggiante per essere usato come una sorta di idrovolante
- YC-123H: dotato di pneumatici speciali, carrello a carreggiata larga, due turbogetti J85 ausiliari sotto le ali
- C-123K: 180 esemplari vennero dotati di due turbogetti J85 ausiliari in gondole subalari e miglioramenti all'impiantistica. Spesso erano dotati anche di serbatoi ausiliari sotto l'ala.
- C-123J: dotato addirittura di sei reattori ausiliari, ideato per operare in climi artici, con elevatissime prestazioni di decollo e atterraggio corti
- UC-123K: dotato di irroratori per agenti defolianti
- N-123K: dotato di sensori per la sorveglianza notturna

## Utilizzatori

### Militari
Arabia Saudita
- Al-Quwwat al-Jawwiyya al-Sa'udiyya

 Brasile
- Força Aérea Brasileira

2 esemplari rivenduti alla compagnia aerea VARIG
 Cambogia
- Toap Akas Khemarak Phoumin

 Corea del Sud
- Daehan Minguk Gonggun

 El Salvador
- Fuerza Aérea Salvadoreña

 Filippine
- Hukbong Himpapawid ng Pilipinas

 Laos
- Lao People's Liberation Army Air Force

 Taiwan
- Chung-Hua Min-Kuo K'ung-Chün

 Thailandia
- Kongthap Akat Thai

 Stati Uniti
- United States Air Force
- United States Coast Guard

 Venezuela
- Aviación Militar Venezolana

 Vietnam del Sud
- Khong Quan Viet Nam

## Cultura di massa
- In ambito cinematografico, il Provider compare nei film Con Air (in versione K) e Air America, inoltre in Garage Olimpo, film di produzione italoargentina del 1999 e diretto dal regista Marco Bechis, dove il C-123 della forza aerea argentina viene usato per lanciare i "desaparecidos" in mare.

## Velivoli comparabili
Italia
- Alenia G.222